# NGC 7373
NGC 7373 é uma galáxia lenticular (S0) localizada na direcção da constelação de Pegasus. Possui uma declinação de +03° 12' 36" e uma ascensão recta de 22 horas, 46 minutos e 19,4 segundos.
A galáxia NGC 7373 foi descoberta em 11 de Agosto de 1864 por Albert Marth.